# Lou Harrison
Lou Silver Harrison (14 de mayo de 1917 - 2 de febrero de 2003) fue un compositor estadounidense. Fue estudiante de Henry Cowell, Arnold Schoenberg, y K. R. T. Wasitodiningrat (Pak Cokro).
Harrison es particularmente notable por incorporar elementos de world music en su obra, con varias obras que hacen uso de instrumentos del tradicional gamelan de Indonesia y muchas más versiones que hacen uso de tin cans y otros materiales. La mayoría de sus obras están escritas en entonación justa en lugar del más extendido temperamento igual. Harrison, como otros compositores como Ligeti o Scelsi se interesó mucho en los microtonos.

## Estudiantes notables
- Jin Hi Kim

### Archivos
- Archivo de Lou Harrison en la Universidad de California, Santa Cruz
- SJSU Escuela de Música y Danza: Lou Harrison

### Obituarios y remembranzas
- Obituario del Musical Times
- Remembranza por Don Gillespie Archivado el 5 de marzo de 2006 en Wayback Machine., de NewMusicBox

### Otros enlaces
- Lou Harrison: Obras del Periodo Medio Archivado el 6 de marzo de 2006 en Wayback Machine.
- Artistas de New Albion: Lou Harrison
- Página del Artista Lou Harrison del sitio de Frog Peak Music
- American Gamelan Institute: publica toda la música de Lou Harrison para gamelan
- Other Minds: Lou Harrison
- Proyecto Documental Lou Harrison

### Para escuchar
- Art of the States: Lou Harrison tres obras del compositor
- Epitonic.com: Lou Harrison incluye tracks de Rhymes With Silver y La Kuro Sutro
- Del Sol Quartet:Tear con Song of Palestine from String Quartet Set de Harrison por el Del Sol Quartet

- Datos: Q590911